# Данделен, Жерминаль
Жерминаль Данделен (фр. Germinal Pierre Dandelin; 12 апреля 1794, Ле Бурже, Франция, — 15 февраля 1847, Брюссель, Бельгия) — бельгийский математик и механик. 
Ж. Данделен родился во Франции, но вскоре его семья перебралась в Бельгию. В 1813 году он поступил в парижскую Политехническую школу, однако его занятия были прерваны шестидневной войной, в которой он принимал участие на стороне Наполеона, а затем работой в министерстве внутренних дел под началом Лазаря Карно. После изгнания Наполеона Данделен возвращается в Бельгию. В 20-30-е годы он преподает в ряде бельгийских университетов, становится членом Бельгийской академии наук (ранее 1822 года).
Мировую известность Данделену принесли его геометрические исследования, в которых он дал весьма наглядное и краткое стереометрическое объяснение всех основных свойств конических сечений при помощи конструкции, получившей впоследствии название шары Данделена. Впервые эта конструкция появилась в Mémoire sur quelques propriétés remarquables de la focale parabolique, опубликованном в Nouveaux mémoires de l'Académie Royale des Sciences et Belles-Lettres de Bruxelles за 1822 год.
Перу Данделена принадлежит двухтомный курс механики (1827).